# Australomimetus pseudomaculosus
Australomimetus pseudomaculosus là một loài nhện trong họ Mimetidae.
Loài này thuộc chi Australomimetus. Australomimetus pseudomaculosus được miêu tả năm 1986 bởi Heimer.